# Chiesa di San Pier Piccolo

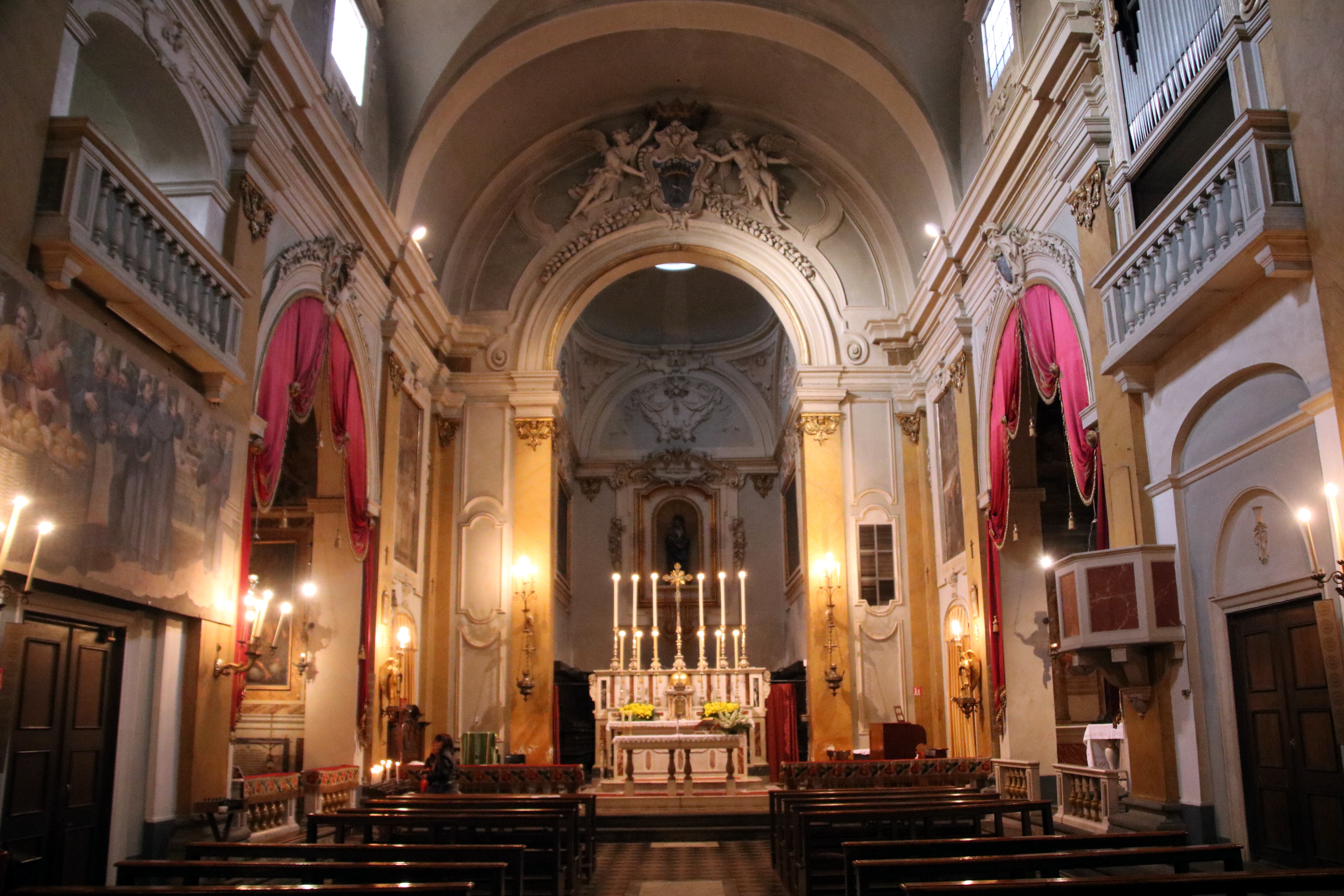
L'interno, col presbiterio e l'altare maggiore

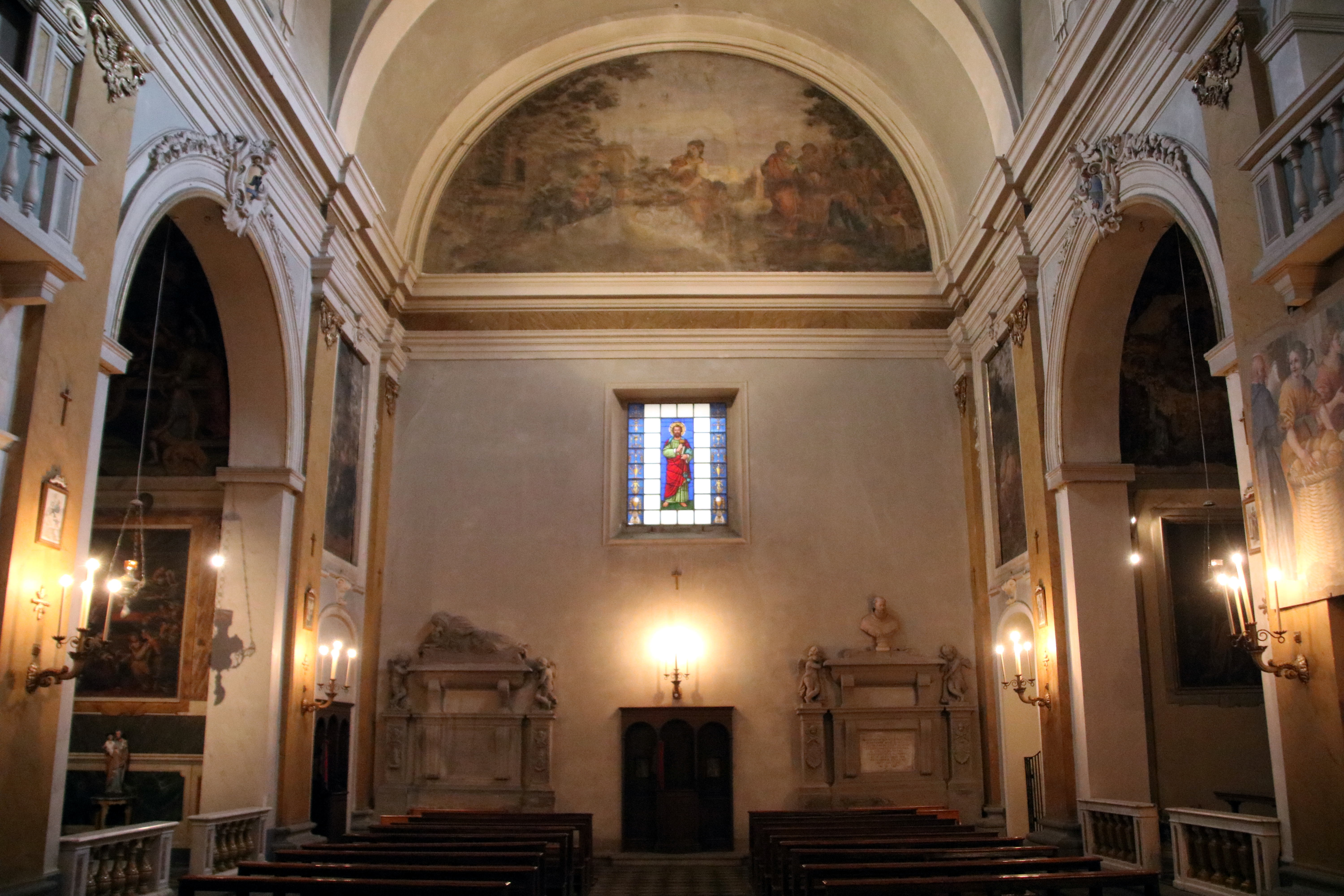
Vista sulla controfacciata

La chiesa di San Pier Piccolo è una chiesa di Arezzo che si trova in via Cesalpino.

## Storia e descrizione
La chiesa sorse come edificio benedettino nell'XI secolo, passando ai Servi di Maria nel 1387. Un totale rifacimento risale ai primi del Seicento, che comportò anche l'abbattimento della facciata, determinando lo spostamento della porta d'ingresso sul fianco laterale. Tale è la collocazione odierna del portale, mentre la chiesa è rimasta definitivamente priva di facciata a seguito di un bombardamento che nel 1941 che distrusse la soluzione architettonica realizzata da Giuseppe Castellucci nel 1933. 
Notevoli interventi decorativi interni furono realizzati nel 1780-81, come gli stucchi di Carlo Sproni che decorano i pilastri e la cupola del coro. 
Della decorazione quattrocentesca è rimasto l'affresco con la Madonna col Bambino tra i santi Girolamo e Giovanni Evangelista attribuito a un frate mariano. Cinquecentesco è il monumento funebre di Angelo Lanciai assegnato a Giovannangelo Montorsoli. In sagrestia è una tavola raffigurante il Beato Giacomo Filippo Bertoni, attribuita a Bartolomeo della Gatta.
Tra i dipinti del Seicento sono presenti una serie di tele con Storie di Santi Serviti dipinte da Salvi Castellucci nel 1669, come dello stesso Castellucci sono gli affreschi con la Samaritana al pozzo (1669) e il Miracolo dei pani di San Filippo Benizi (1653).